# Fernando de Paul
Fernando Carlos De Paul Lanciotti (* 25. April 1991 in Álvarez, Santa Fe, Argentinien) ist ein chilenischer Fußballtorwart. Seit 2023 steht er bei CSD Colo-Colo unter Vertrag.

## Leben
Mit 17 Jahren entschied sich de Paul, auch auf Wunsch von Diego Osella, dem damaligen Trainer von CD San Luis de Quillota, nach Chile auszuwandern um professionell Fußball zu spielen. Seit 2016 besitzt er die chilenische Staatsbürgerschaft.

## Karriere
In seiner Jugend spielte er zuerst als Mittelfeldspieler in seinem Heimatort Álvarez, bevor er nach kurzer Zeit auf die Position des Torhüters wechselte. Am 31. Juli 2010 absolvierte er sein erstes Profispiel für San Luis gegen CD Huachipato. In den Folgejahren folgten einige weitere Einsätze in der zweiten chilenischen Liga und im Pokal. Ab 2012 wurde er Stammspieler und stieg mit San Luis in der Saison 2014/15 in die Primera División auf. Seine guten Leistungen in der Folgesaison weckten das Interesse vom CF Universidad de Chile, zu dem er dann im Jahr 2016 wechselte und die chilenische Clausura-Meisterschaft gewann.
Im Januar 2022 wechselte de Paul zum Everton de Viña del Mar, den er nach nur einer Saison in Richtung des Ligakonkurrenten CSD Colo-Colo verließ. Mit den Albos gewann er den Meistertitel 2024.

## Erfolge
San Luis de Quillota
- Primera B: 2014/15

Universidad de Chile
- Primera División: 2016/17-C

Colo-Colo
- Primera División: 2024